# سیارک ۹۴۰۹
سیارک ۹۴۰۹ (به انگلیسی: 9409 Kanpuzan، نامگذاری:1995BG1) نه هزار و چهارصد و نهمین سیارک کشف شده‌است که در ۲۵ ژانویه ۱۹۹۵ کشف شد.
قدر مطلق سیارک برابر ۳۲.۳ است.